# Наступление войск КНА и КНД
Наступление войск Корейской народной армии и Китайских народных добровольцев — военная операция во время Корейской войны, проводившаяся силами КНА и КНД 25 октября 1950 — 8 января 1951 гг. В результате этого наступления войска ООН и южнокорейские силы были выбиты с северной части Корейского полуострова.

## Предыстория
В октябре 1950 года для КНДР и её вооружённых сил — Корейской народной армии (КНА) — создалась исключительно тяжёлая обстановка. Войска ООН 23 октября захватили Пхеньян и Хамхын. Достигнув 40-й параллели, они в ряде пунктов вышли к границам образовавшейся год назад КНР, угрожая её основной промышленной базе — Северо-Восточному Китаю. В связи с создавшейся обстановкой китайское правительство приняло решение о вмешательстве в Корейскую войну.
С 19 октября началось выдвижение из Китая на территорию КНДР тридцати пехотных и четырёх артиллерийских дивизий. Для того, чтобы избежать открытой конфронтации между КНР и США, китайские войска выступали под названием «Китайские народные добровольцы» (КНД). В целях координации боевых действий войск КНД и КНА было создано Объединённое командование, в состав которого входили представители КНА и КНД.
25 октября передовые части китайских войск вступили в бой с американскими и южнокорейскими войсками на западном участке фронта и активными действиями остановили наступление противника, однако на восточном побережье соединения 1-го южнокорейского корпуса теснили остатки частей 2-й армейской группы КНА на север.

## Ход боевых действий

С целью разгрома американских и южнокорейских войск на пхеньянском и хамхынском направлениях Объединённое командование решило провести контрнаступление. Войска 13-го корпуса КНД и 1-й армии КНА должны были на пхеньянском направлении нанести несколько ударов в общем направлении на Анчжу с целью разгрома в районе Тончжу, Кудандон, Нёнвон, Понвонри войск 1-го и 9-го американских армейских и 2-го южнокорейского корпусов; в дальнейшем они должны были наступать в южном направлении и овладеть Пхеньяном. На хамхынском направлении 9-й корпус КНД должен был окружить и уничтожить 1-ю американскую дивизию морской пехоты в районе Хагарури, выйти в район Хамхын и отрезать пути отхода американским и южнокорейским войскам, действовавшим в районах Хесандин, Пэгам и Ченгчжин.
В ночь на 26 ноября 40-й, 38-й и 42-й корпуса КНД перешли в наступление на пхеньянском направлении. В двухдневных наступательных боях китайские добровольцы разгромили основные силы 2-го южнокорейского корпуса, нанесли тяжёлое поражение частям 2-й американской пехотной дивизии 9-го американского корпуса и овладели городами Нёнвон, Токчён, Менсан. В связи с создавшейся угрозой обхода 2-го южнокорейского корпуса южнее Бавон командование вооружённых сил ООН, чтобы помочь этому корпусу, 27 ноября начало перегруппировку 1-й американской кавалерийской дивизии из Сунчхона в район юго-западнее Токчён; одновременно к линии фронта начали выдвигаться усиленная батальоном тяжёлых танков 29-я английская и отдельная турецкая пехотные бригады.
В ночь на 27 ноября перешли в наступление 50-й, 66-й и 39-й корпуса КНД. Войска 1-го и 9-го американских армейских корпусов, боясь окружения, под прикрытием арьергардов начали отступление к реке Чёнчёнган. В ночь на 28 ноября на хамхынском направлении перешли в наступление войска 9-го корпуса КНД. Воспользовавшись тем, что части 20-го корпуса не успели закрепиться на занятых рубежах, американские войска попытались деблокировать окружённые в районе Хагарури части, но в ночь на 29 ноября вся 1-я дивизия морской пехоты США и один полк 7-й американской пехотной дивизии оказались в кольце.
29 и 30 ноября китайские войска, преодолевая сопротивление арьергардов противника и не давая им возможности закрепиться на промежуточных рубежах, продолжали развивать успешное наступление на всём фронте. 50-й и 66-й корпуса вышли к реке Чёнчёнган и от её устья до Хатем; 39-й, 40-й и 42-й корпуса сломили сопротивление 25-й и 2-й пехотных и 1-й кавалерийской американских дивизий, нанесли тяжёлые потери турецкой пехотной бригаде и к исходу 30 ноября вышли на рубеж Кечён, восточнее Сунчхон, Сончхон. Прикрывшись частью сил, войска ООН сумели оторваться и отойти главными силами в район Пхеньяна. Остатки 2-го южнокорейского корпуса, потерявшего до 60 % личного состава и вооружения, были 30 ноября выведены из боя и отведены за 38-ю параллель для пополнения и восстановления. Неблагоприятно сложившаяся обстановка на пхеньянском направлении, а также разгром американских частей вынудил командование войск ООН 29 ноября прекратить наступление 1-го южнокорейского корпуса вдоль восточного побережья КНДР, а 1 декабря начать поспешный отвод войск этого корпуса в южном направлении.
В течение 1-5 декабря войска КНД пополнялись боеприпасами и продовольствием, готовились к наступлению. В это же время, используя не занятые противником участки фронта, в направлении Токчён, Яндок, Чорон в тыл американским и южнокорейским войскам выдвигались соединения 2-й и 5-й армий КНА, имевшие задачу развернуть партизанские действия в районах восточнее и юго-восточнее Пхеньяна. Выделенные для преследования отходившего противника две пехотные дивизии из состава 39-го и 42-го корпусов КНД 4 декабря достигли рубежа Сукчен, Намсан. Не встречая сопротивления противника, эти дивизии 6 декабря вступили в Пхеньян и Кандон, накануне оставленные войсками ООН. 9 декабря войскам ООН удалось пробить коридор к окружённым в районе Хагарури частям, и остаткам 1-й американской дивизии морской пехоты удалось вырваться из окружения и отойти в район Хамхына. С 10 декабря 10-й американский корпус начал эвакуацию морем из Хамхына и Хыннама на юг Кореи; эвакуация продолжалась до 24 декабря.
Ввиду того, что главные силы КНД не смогли в срок подготовиться к наступлению, командование продлило им время для подготовки до 15 декабря. Войска ООН, пользуясь тем, что на пхеньянском направлении войска КНД прекратили преследование, к 18 декабря беспрепятственно отошли за 38-ю параллель и приступили к созданию там обороны.

### Взятие Сеула
Чтобы надёжно обеспечить рубеж 38-й параллели, Объединённое командование решило подготовить новую наступательную операцию. Во второй половине декабря 1950 года основные силы КНД и КНА перегруппировались, сосредоточив 53 % всех сил в районе 38-й параллели. Основные силы войск ООН были сосредоточены на сеульском направлении, при этом в первом эшелоне обороны находились преимущественно южнокорейские войска. Объединённое командование КНА и КНД решило ударами войск на ряде направлений расчленить группировку противника и уничтожить её по частям, в случае отхода противника войска должны были овладеть Сеулом, Капхёном и Чунченом.
В 17 часов 31 декабря войска 13-й армейской группы КНД, 1-й, 2-й и 5-й армий КНА перешли в наступление, которое застало противника врасплох. Американские и южнокорейские войска, боясь обходов и окружений, не оказывая сопротивления начали поспешно отходить по всему фронту. Учреждения войск ООН, расположенные в прифронтовой полосе, охватила паника; находившиеся в Сеуле правительственные учреждения и военные штабы 1 января приступили к срочной эвакуации на юг Кореи.
Объединённое командование, учитывая обстановку на фронте и поспешный отход противника на юг, 1 января поставило войскам новые, более глубокие задачи на наступление. Сбивая вражеские арьергарды, КНД и КНА успешно наступали на юг. Стремясь задержать их продвижение, 3 января войска ООН предприняли контратаку частями британских и южнокорейских войск, но она была отражена. 2-я и 5-я армии КНА к исходу 3 января вышли в район южнее и юго-западнее Хончен и перерезали пути отхода 5-й, 7-й, 8-й и 3-й южнокорейским пехотным дивизиям, но слабое взаимодействие между северокорейскими армиями и наступавшими на Сеул 42-м и 66-м корпусами КНД позволило войскам ООН 4 января осуществить деблокирующий удар и отвести окружённые войска на юг. Преследуемые китайскими добровольцами, 4 января американские и южнокорейские войска оставили Сеул и, переправившись через реку Ханган, продолжали отходить на юг. В течение 5-7 января войскам ООН, используя автотранспорт для перевозки войск, удалось главными силами оторваться от преследователей, отойти и занять оборону на рубеже Пхентхэк, Ханним, Хынхоли, Чечхон, Нэволь, Чончхон, Сонгэли, Пальханни. Объединённое командование КНД и КНА, учитывая острую нужду войск в продовольствии и боеприпасах, решило прекратить дальнейшее наступление.

## Результаты
Осенне-зимнее наступление войск КНА и КНД в 1950-1951 годах решительно изменило стратегическую и военно-политическую обстановку в Корее в их пользу. Однако войска ООН не были окончательно разгромлены и обладали значительным количественным и качественным превосходством в боевой технике.